# 韋伯維爾 (密西根州)
韋伯維爾（英語：Webberville）是位於美國密西根州英厄姆縣勒羅伊鎮區的一個村。

## 人口
根據2020年美國人口普查的數據，韋伯維爾的面積為4.74平方千米，當中陸地面積為4.71平方千米，而水域面積為0.03平方千米。當地共有人口1288人，而人口密度為每平方千米271人。